# ネナド・トモヴィッチ
ネナド・トモヴィッチ（セルビア語: Ненад Томовић, Nenad Tomović, 1987年8月30日 - ）は、ユーゴスラビア（現・セルビア）・クラグイェヴァツ出身のサッカー選手。AEKラルナカ所属。ポジションはディフェンダー。

## 経歴

### 母国時代
出身地のクラブであるFKラドニチュキ1923に入団し、2003年に首都のクラブであるFKラド・ベオグラードへ移籍。翌2004年には名門レッドスター・ベオグラードの下部組織に入団するもトップチームでの出場機会を十分に得られず、再びラドにレンタル移籍する。ラドではレギュラーを掴み、2008年に復帰したレッドスターでも主力となり、この強豪クラブと5年契約を結んだ。

### イタリア時代
ジェノア、レッチェ
2009年7月14日、イタリアのジェノアCFCへ350万ユーロの移籍金で移籍。渡伊後は出場機会がなく、2011年1月3日にUSレッチェにレンタルにより移籍。レッチェではレギュラーポジションを掴み1年半の間で49試合に出場、1得点を挙げている。
フィオレンティーナ
2012年8月31日にACFフィオレンティーナが共同保有権を250万ユーロで獲得、同クラブ所属選手となった。その2日後である同年9月2日には対SSCナポリ戦で移籍後デビューを果たした。このシーズンは守備陣の主力となりリーグ戦26試合に出場する。2013年6月21日にフィオレンティーナが残りの共同保有権を165万ユーロで買い取り、正式にフィオレンティーナが全額保有する選手となった。
2016年1月25日には、クラブとの契約を2020年6月末まで延長した。
キエーヴォ
2017-18シーズンはACキエーヴォ・ヴェローナへのローンでプレー。レギュラーとしてリーグ戦27試合に出場した。クラブは最終的にセリエA残留に成功し、翌シーズンよりキエーヴォへ3年契約で完全移籍となった。

## 代表歴
セルビア代表として、U-21代表に招集され、2008年には北京オリンピック代表メンバーに選出。2008年12月14日にポーランドとの親善試合のためにフル代表に招集される。

## 人物
3バックや4バックにおいてのセンターバックとサイドバックという全てのポジションをこなすことができる。その中でも本人は3バックの右CBとしての役割を好んでいるという。